# دراغان سفيتكوفيتش
دراغان سفيتكوفيتش (بالفرنسية: Dragan Cvetkovic)‏ هو لاعب كرة قدم ومدرب كرة قدم فرنسي في مركز الوسط، ولد في 19 سبتمبر 1961 في بلغراد في صربيا. لعب مع نادي باستيا ونادي لانس.